# Juan Uroš
Juan Uroš (en serbio: Јован Урош, Jovan Uroš) o Juan Ducas Uresis Paleólogo (en griego: Ιωάννης Ούρεσης Δούκας Παλαιολόγος, Ioannis Doukas Paleólogo Ouresēs) fue el gobernante de Tesalia desde aprox. 1370 hasta aprox. 1373, murió en 1422/1423.
Juan Uroš era el hijo del emperador Simeón Uroš Paleólogo con Tomasina Orsini. Sus abuelos maternos fueron Juan II Orsini y Ana Paleólogo Ángelo.
Entre 1369 y 1372 sucedió a su padre como emperador titular de los serbios y los griegos y como gobernante de Tesalia. Puede haber sido asociado en el trono por su padre a principios de 1359/1360. Después de reinar por un número indeterminado de años, Juan Uroš abdicó en favor de su pariente, Alejo Ángelo Filantropeno, y se convirtió en un monje.
Se unió a la comunidad monástica fundada por su padre en Meteora, donde está documentado bajo el nombre monástico de Joasaf en 1381. Aunque había entregado el poder político, Juan Uroš permaneció rico e influyente. En 1384-1385 ayudó a su hermana María a gobernar Epiro después del asesinato de su esposo Tomás II Preljubović. Dotó a los monasterios en Meteora y eventualmente se convirtió en el jefe de la comunidad monástica local, reconstruyendo o  creando nuevos monasterios en la zona en 1388 y 1390. En las década de 1390 visitó el Monte Athos, pero regresó a Meteora para 1401, y murió allí en 1422 o 1423.
Juan Uroš fue el último emperador de los serbios y los griegos y el último gobernante serbio de Tesalia. Su pariente Alejo Ángelo Filantropeno lo sucedió y reconoció la soberanía bizantina, y la zona se perdió ante Beyazid I del Imperio otomano por su hijo Manuel Ángelo Filantropeno en 1394. Juan Uroš tenía un hermano menor llamado Esteban Uroš, que pudo haber poseído Farsalo como su feudo. Aunque murió poco después de que su hermano se convirtiera en monje, no lo sucedió como gobernante de Tesalia.

## Matrimonio
Juan Uroš se casó con una hija de Radoslav Hlapen, un señor serbio en Macedonia. De acuerdo con el manuscrito Dell'Imperadori Constantinopolitani, conservado en los papeles de Angelo Massarelli, el padre de la esposa de Juan era el «señor de Drima» (l Signor Drimi). Juan tuvo cinco hijos: 
- Constantino (Konstantin)
- Miguel (Mihajlo)
- Demetrio (Dimitrije)
- Helena (Jelena) Uresis Paleólogo, que se casó con Teodoro Cantacuceno, con el que tuvo a Irene Cantacucena
- Asanina